# マミジロ

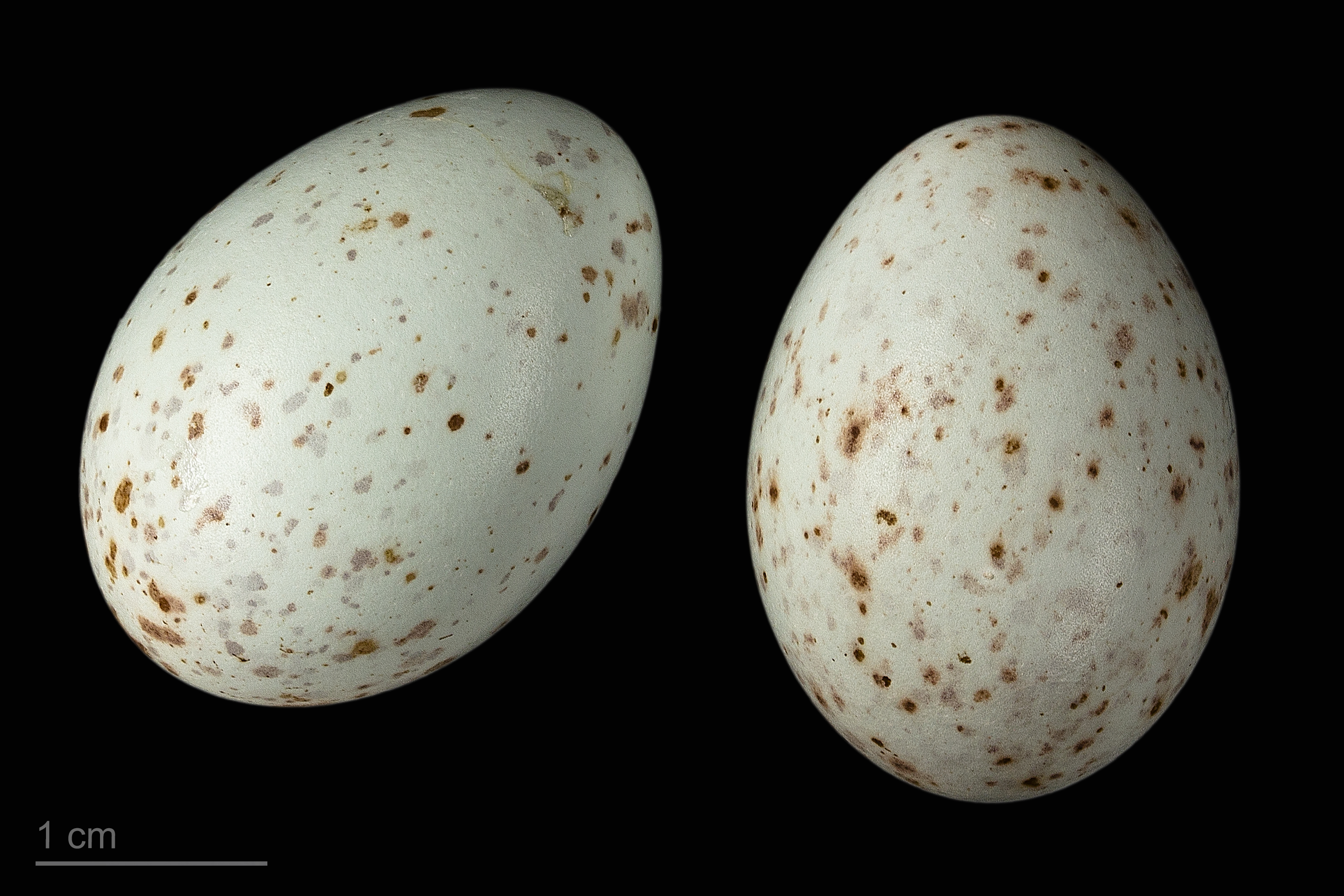
Geokichla sibirica davisoni

マミジロ（眉白、Geokichla sibirica）は、スズメ目ツグミ科ジツグミ属に分類される鳥類。

## 分布
インドネシア（スマトラ島）、シンガポール、タイ、韓国、中国、台湾、北朝鮮、日本、ネパール、ベトナム、マレーシア（マレー半島）、ミャンマー、モンゴル、ラオス、ロシア東部
夏季に中国北東部やロシア東部などで繁殖し、冬季は東南アジアへ南下し越冬する。日本では亜種マミジロが春季～夏季に北海道、本州中部以北のある程度標高の高い樹林で繁殖する。したがってこれらの地域では夏鳥である。一方、本州西部以南では渡りの途中に飛来（旅鳥）する。

## 形態
全長2４cm。体重60-85g。眼上部には白い眉状の斑紋（眉斑）が入る。
嘴の色彩は黒い。後肢の色彩はオレンジがかった黄色。
オスは全身が黒い羽毛で覆われる。オスは全身が黒く、白い眉斑がより明瞭なことが和名の由来。メスは上面が緑褐色、下面が淡褐色の羽毛で覆われる。喉は白い羽毛で覆われる。

## 分類
- Geokichla sibiricus davisoni　　マミジロ
- Geokichla sibiricus sibiricus　(Pallas, 1776)

## 生態
平地から山地の落葉広葉樹林や混合林に生息する。冬季は小規模な群れを形成して生活する。
食性は雑食で、昆虫、陸棲の貝類、ミミズ、果実などを食べる。
繁殖形態は卵生。繁殖期にはペアで縄張りを形成する。オスは樹上に枯葉や枝などでお椀状の巣を作り、日本では5-7月に1回に3-4個の卵を産む。雌雄交代で抱卵し、抱卵期間は約11日。